# Testudo (animal)
Testudo es un género de tortugas paleárticas que se distribuye por Asia, Europa y el norte de África. Todas estas especies están bajo amenaza de extinción en estado salvaje, debido principalmente a la destrucción de su hábitat. Son tortugas pequeñas, el tamaño de las cuales varía entre siete y treinta y cinco centímetros de largo y entre 0,7 y 7 kilogramos de peso, aunque la tortuga extinguida Testudo atlas llegaba a los 2,5 metros de longitud. Como la mayoría de tortugas terrestres, son herbívoras. 

## Sistemática
La sistemática y taxonomía de Testudo es especialmente problemática. Highfield y Martin comentaron que: 
"Las sinonimias de Testudo son especialmente difíciles de determinar con una mínima certeza. El estado de las especies en cuestión han sufrido muchos cambios, y cada uno de ellos ha introducido un nivel añadido de complejidad y ha hecho que la investigación bibliográfica sobre este taxón sea extremadamente difícil. La mayoría de los catálogos antiguos, y muchos de los modernos, contienen una proporción muy alta de entradas totalmente falsas, y un número considerable de especies descritas ahora son consideradas inválidas, o bien porque son homónimos o no binomiales, o bien por algún otro motivo." 
Desde entonces, el análisis de la información que ofrecen las secuencias de ADN ha conocido un uso cada vez más frecuente en sistemática, pero su utilidad es limitada en el orden Testudines. En algunas de las especies, se sabe que al menos el ADN mitocondrial evoluciona más lentamente que en la mayoría de los otros animales. Observaciones paleobiogeográficas sugieren que el ritmo evolutivo del gen mitocondrial 12S rRNA es de 1-1, 63% cada millón de años por la última docena de millones de años en el género actual, y se ha demostrado que el ritmo de evolución del ADNnt varía de manera significativa incluso entre diferentes poblaciones de T. hermanni; esto limita la elección de las secuencias por la sistemática molecular y hace que el uso de relojes moleculares sea cuestionable. 
Generalmente, se considera que el género contiene estas cinco especies: 
- Testudo horsfieldii
- Testudo hermanni
- Testudo graeca
- Testudo kleinmanni
- Testudo marginata

Las dos primeras son linajes más distintos y primitivos que las tres últimas, que tienen una relación estrecha. Se argumentó que T. horsfieldii pertenecía a un género nuevo (Agrionemys) debido a la forma de su caparazón y su peto, y esta distinción tiene el apoyo de análisis de secuencias de ADN. De manera similar, se ha propuesto un género separado, Eurotestudo, por las T. hermanni; estos tres linajes ya eran distintos en el Mioceno superior, como lo demuestra el registro fósil. Está por ver si estas distinciones acabarán siendo aceptadas. Se ha propuesto el género Chersus para unir las tortugas egipcias y marginadas, que tienen ciertas similares en las secuencias de ADN, pero la difusión de cada una están (y parece que siempre han estado) separadas por su pariente más cercano, T. graeca, y el mar abierto, por lo que la discrepancia biogeográfica explicaría mejor por una distribución convergente de los haplotipos. 
Por otra parte, la T. graeca es una especie extendida y altamente variada. Dentro de esta y otras especies, se ha descrito un gran número de subespecies, pero no todas son generalmente aceptadas, y algunas (como la T. werneri o la tortuga marginada enana) son actualmente consideradas un morfo local. Algunas, como la T. graeca nabeulensis, incluso fueron clasificadas dentro de un género separado, Furculachelys, pero esto no concuerda con estudios más recientes. Sin embargo, es probable que las tortugas moras sean separadas en dos o más especies en el futuro próximo.